# Dicaeum nigrilore
Dicaeum nigrilore е вид птица от семейство Dicaeidae.

## Разпространение
Видът е разпространен във Филипините.